# جون ويك 2
جون ويك 2 (بالإنجليزية: John Wick: Chapter 2)‏ هو فيلم حركة وفيلم جريمة أمريكي، من إخراج تشاد ستاهيلسكي وتأليف ديريك كولستاد ومن توزيع سمت إنترتاينمنت. صدر بتاريخ 10 فبراير 2017 في الولايات المتحدة. الفيلم هو تكملة لفيلم جون ويك الذي صدر في عام 2014. تتمحور قصة هذا الفيلم عن قاتل محترف يدعى جون ويك والذي يحاول جاهدا الإختباء بعدما تم وضع مكافأة على رأسه.

## القصة
بعد فترة وجيزة (حوالي أربعة أيام) من أحداث الجزء الأول، يحاول القاتل السابق جون ويك (كيانو ريفز) تعقب سيارته المسروقة بوس 429 موستانج في مرآب يملكه أيبرام تاراسوف (بيتر ستورمار) شقيق فيغو وعم ليوسف وهم خصومه الرئيسيين من الفيلم الأول. يدخل جون في عراك عنيف مع رجال تاراسوف مما يتسبب بإلحاق أضرار جسيمة بسيارته.
بعدما يأخذ أوريليو (جون ليجويزامو) سيارة جون لإصلاحها، يزور جون زعيم جريمة إيطالي يدعى سانتينو دانتونيو (ريكاردو سكامارتشو). ويتبين عندها أن جون كان قد طلب المساعدة من دانتونيو قبل سنوات مضت. وكنوع من التعويض يطلب دانتونيو خدمة من جون، ولكن جون يرفض ويدعي أنه «متقاعد». وكنوع من الإنتقام يقوم دانتونيو بتدمير منزل جون بواسطة قاذفة صواريخ.
وينستون (ايان ماكشين) مالك فندق كونتيننتال في مدينة نيويورك يُذكر جون بأنه إذا رفض دانتونيو فإن سيكون قد خالف واحد من إثنين من القواعد الغير قابلة للكسر في عالم الجريمة. بعدها يلتقي جون بدانتونيو الذي يكلفه بإغتيال أخته جيانا دانتونيو (أخت دانتونيو) ودلك حتى يتمكن من الحصول على مقعدها في مجلس زعماء الجريمة. يرسل دانتونيو حارسه الشخصي آريز (روبي روز) لمراقبة وتعقب جون لكي تتأكد من انه يقوم بواجبه وسرعان ما يقوم بقتل اخت دانتونيو ويقوم بالخروج ويتم كشفه من خلال حارسها الشخصي ثم يقومون بملاحقتة لقتله ويقوم جون بقتله ثم يرجع الى دانتونيو لكلي يقوم بفك الدين ويقوم دانتونيو برفض الوعد وسرعان ما يقوم جون بعملية لقتله والتخلص منه (دانتونيو). 

## طاقم التمثيل
- كيانو ريفز بدور جون ويك.
- ريكاردو سكامارتشو بدور سانتينو دانتونيو.
- كومن بدور كاسيان.
- لورنس فيشبورن بدور ذا باوري كينغ.
- روبي روز بدور آريز.
- جون ليجويزامو بدور أوريليو.
- ايان ماكشين بدور وينستون.
- بريدجيت مويناهان بدور هيلين ويك.
- لانس ريديك بدور تشارون.
- توماس سادوسكي بدور جيمي.
- ديفيد باتريك كيلي بدور تشارلي.
- بيتر ستورمار بدور أيبرام تاراسوف.
- فرانكو نيرو بدور جوليوس.
- بيتر سيرافينوفيتش بدور الساقي.
- كلاوديا غيريني بدور جيانا دانتونيو.

## الإنتاج

### التصوير
بدأ التصوير الرئيسي للفيلم في 26 أكتوبر 2015 بمدينة نيويورك. وبعد نهاية الأسبوع الأول إنتقل التصوير إلى مدينة مانهاتن. وبعدها إلى إيطاليا (روما) ولاحقا في كندا (مونتريال) يوم 27 أكتوبر 2016.

### الموسيقى
موسيقى الفيلم التصويرية من تلحين تايلر بيتس.

## الاستقبال

### الجوائز والترشيحات
الجوائز
الترشيحات

## وصلات خارجية
- جون ويك 2 على موقع IMDb (الإنجليزية)
- جون ويك 2 على موقع ميتاكريتيك (الإنجليزية)
- جون ويك 2 على موقع الموسوعة البريطانية (الإنجليزية)
- جون ويك 2 على موقع روتن توميتوز (الإنجليزية)
- جون ويك 2 على موقع نتفليكس (الإنجليزية)
- جون ويك 2 على موقع قاعدة بيانات الأفلام العربية
- جون ويك 2 على موقع ألو سيني (الفرنسية)
- جون ويك 2 على موقع Turner Classic Movies (الإنجليزية)
- جون ويك 2 على موقع أول موفي (الإنجليزية)
- جون ويك 2 على موقع بوكس أوفيس موجو (الإنجليزية)